# 谷田部洸太郎
谷田部 洸太郎（やたべ こうたろう、1986年7月29日 - ）は、日本の元ラグビー選手。

## プロフィール
- 群馬県出身。
- ポジションはロック(LO)。
- 身長 190cm、体重 105kg
- ニックネームはコウタロウ。
- 旧名は渡邉洸太郎[1]。
- 日本代表キャップは15。（2017年6月現在）
- 7人制日本代表に選ばれたことがある[2]。
- 現在群馬桐生市の桐生ラガーズに所属

## 略歴
15歳からラグビーを始めた。
2005年、樹徳高校卒業後、国士舘大学に入る。
2009年、国士舘大学卒業後、パナソニック ワイルドナイツ(現・埼玉パナソニックワイルドナイツ)に加入。
2010年、アジア大会の7人制日本代表に選ばれ、金メダル獲得に貢献。
2014年8月22日に行われたジャパンラグビートップリーグ第1節の東芝ブレイブルーパス戦にて先発出場で公式戦初出場を果たす。
2016年4月30日に行われた2016年アジアラグビーチャンピオンシップ第1戦韓国戦で先発出場で日本代表初キャップを獲得した。
2017年2月にはサンウルブズに追加招集された。
2022年、現役を引退した。
その後東日本トップクラブリーグ桐生ラガーズに所属